# Pinetop Country Club
Pinetop Country Club – jednostka osadnicza w Stanach Zjednoczonych, w stanie Arizona, w hrabstwie Navajo.